# Accademia di belle arti di Napoli
L'Accademia di Belle Arti di Napoli (in acronimo ABANA), la cui sede centrale è ubicata nel quartiere San Lorenzo, è un'istituzione universitaria per l'alta formazione artistica.
Nata come Reale Accademia di Disegno, si tratta di una delle più antiche accademie italiane che ha visto il passaggio di numerosi pittori divenendo così punto di riferimento della pittura napoletana dell'Ottocento e del Novecento.

## Storia
1752-1799:

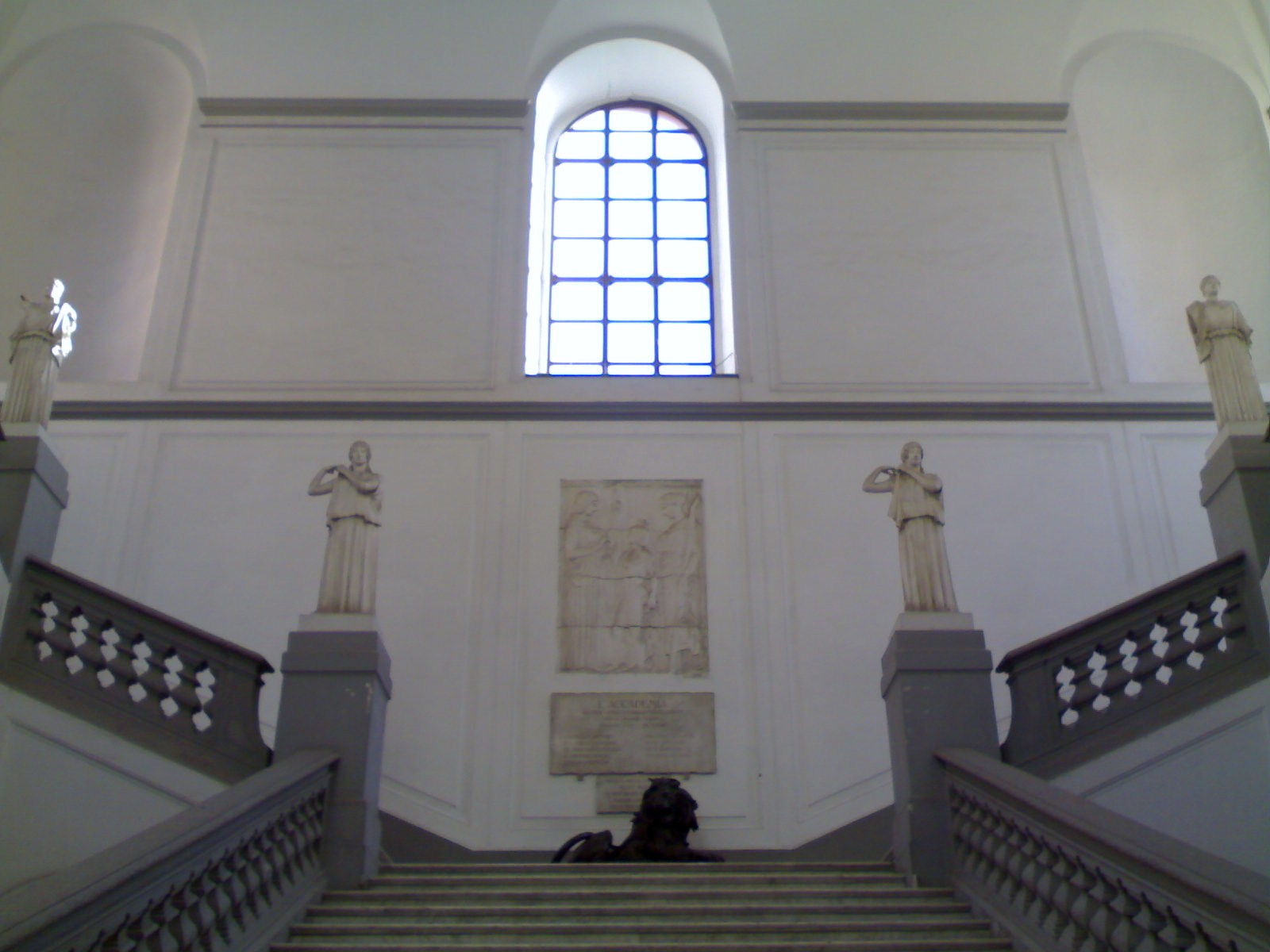
Scalone monumentale

Nel 1752, Carlo III di Borbone istituì le reali accademie del disegno e del nudo, presso i laboratori regi. Sede delle Accademie era il complesso conventuale della chiesa di San Giovanni Battista delle Monache fondato ed eretto nel 1597 a spese del nobile Francesco del Balzo a seguito della monacazione della figlia.
Prima istituzione a Napoli rivolta all’educazione alle arti figurative sotto la tutela e il controllo dello Stato, con funzione di pubblica utilità, accentrò subito a sé le migliori energie artistiche dell’Italia Meridionale. E i rapporti con i reali laboratori, determinati anche dall’iniziale coabitazione, non impedirono all’Accademia quel graduale sviluppo che, nel suo destino di Scuola Superiore delle Arti, si concretizzò dalla fine del XVIII secolo. D’altro canto, nelle intenzioni di Carlo di Borbone, l’Accademia sarebbe dovuta sorgere nel Palazzo degli Studi, l’antica sede dell’Università, sia per importanza e decoro, sia perché destinata ai soli artisti.
Con la partenza di Carlo di Borbone fu il ministro Bernardo Tanucci a sostenere le sorti dell’istituzione, dal 1755 diretta da Giuseppe Bonito, pittore di corte fortemente rivolto al culto della tradizione figurativa locale e accademico di San Luca, che per trentaquattro anni, sino al 1789, si occupò della didattica e dell’organizzazione dell’Accademia, allora aperta a pittori, scultori, architetti, apprendisti dei reali laboratori e divisa in due ordini: uno di grado superiore e rappresentato da tre scuole, l’Accademia del Disegno, l’Accademia del Nudo e l’Accademia di Architettura (istituita nel 1762); uno di grado inferiore, la Piccola Accademia, ove si studiava disegno elementare, elementi di disegno geometrico e prospettiva.
1799-1860:
Durante il decennio francese e dopo la seconda restaurazione borbonica, fino alla morte di Ferdinando I delle Due Sicilie (1825), l’assetto didattico e amministrativo vide due fondamentali momenti di riforma: la prima messa in atto dal francese Jean-Baptiste Wicar, nominato direttore da Giuseppe Bonaparte su suggerimento di Antonio Canova, che orientò l’Istituzione all’estetica neoclassica grazie a una serie di norme (1808-09), alla nomina di nuovi artisti, all’istituzione di mostre, premi e concorsi e alla formazione di un nucleo di testi e copie dall’antico (che confluiranno rispettivamente nella biblioteca e nella gipsoteca); la seconda condotta dal 1815, che non cancellò le esperienze acquisite nel periodo murattiano, sebbene mostrasse un chiaro rinvigorimento delle iniziali tradizioni. Fu, difatti, di quegli ultimi anni il piano di rinnovamento che portò il Real Istituto di Belle Arti (nuova denominazione conservata per oltre un secolo, fino al 1924) al fondamentale statuto del marzo 1822, voluto dal ministro Fabrizio Ruffo, affidato all’architetto Antonio Niccolini e rimasto quasi del tutto intatto sino al 1860. Nello stesso 1822 Niccolini fu nominato direttore.
Contestualmente avvennero le nomine di nuovi docenti che andarono a ricoprire le cattedre dei dieci Studi (ex Scuole) in cui si riordinò l’Istituto, tra questi: architettura, prospettiva, incisione, disegno, pittura, ornato e scultura; a quest’ultimo, sino al 1847, era affidato anche il restauro delle statue del Museo. Compito, invero, che gli scultori dell’Accademia avevano da sempre ricoperto, sin dalla sua fondazione, e in particolare grazie all’attivazione, nel 1809, di una vera e propria Scuola di Restauro aperta a pittori e scultori. Inoltre, uno Studio a sé (tra i primi d’Europa) era destinato alla Pittura di Paesaggio, dal 1824 al 1837 retto dall’olandese Anton Sminck van Pitloo; mentre la Scuola di Scenografia, fondata nel 1816 sotto la giurisdizione della Soprintendenza ai Teatri e retta da Niccolini, passava all’Istituto nel 1850.
Ulteriore novità fu l’ideazione delle Biennali borboniche, istituite nel 1825, sotto Francesco I, per incoraggiare gli artisti.
Nel decennio che precedette la fine del Regno non si apportò alcuna novità per rinnovare i caratteri, ormai anacronistici, dell’ordinamento didattico, eppure tra i giovani artisti un’esigenza di rinnovamento si faceva sempre più necessaria: già nel settembre 1860 gli allievi dell’Accademia si erano rivolti a Giuseppe Garibaldi perché si attuasse una riforma.
1861-1922:
Solo con l’Unità d’Italia presero davvero voce le forze giovani e una concreta fase di maturazione iniziò per l’Istituto, ormai posto alla dipendenza del Ministero dell’Istruzione Pubblica. 

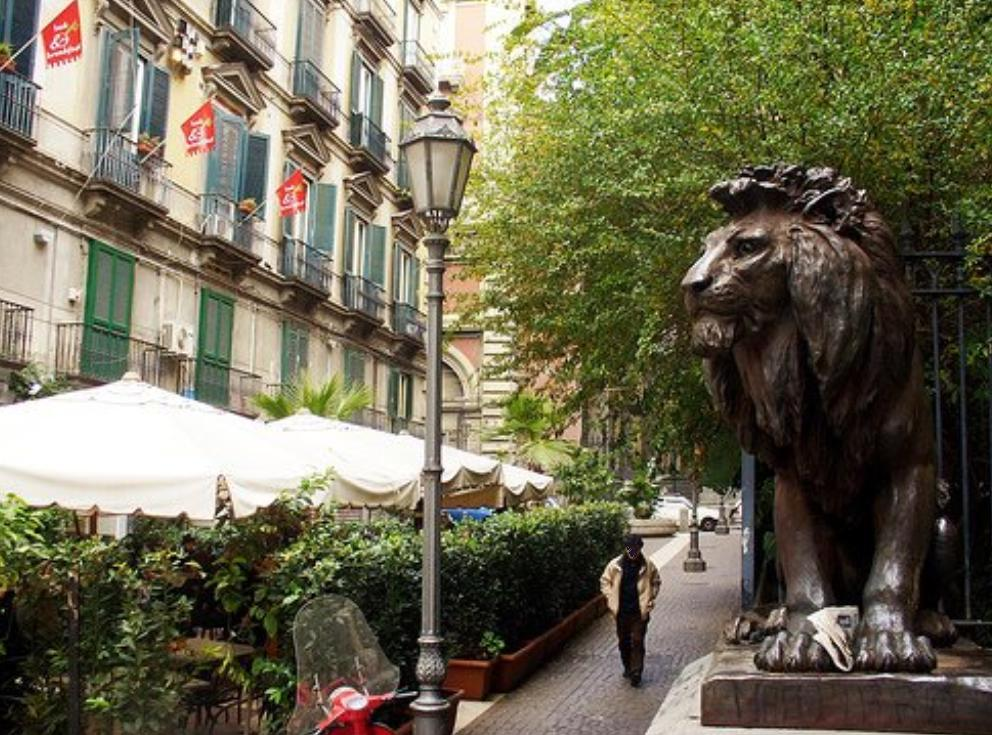
Uno dei due leoni che caratterizza l'ingresso nell'Accademia.

Nel 1864 furono trasferite prima al Regio Palazzo degli Studi (divenuto nel XIX secolo Museo Archeologico Nazionale) e poi alla sua sede attuale di via Santa Maria di Costantinopoli sorta a seguito della trasformazione del precedente complesso conventuale progettata da Errico Alvino. A seguito di questi lavori il chiostro del convento, detto di san Giovanniello, venne separato dalla chiesa di San Giovanni Battista delle Monache con la costruzione di via conte di Ruvo e inglobato sul lato occidentale nel nuovo edificio; tale intervento ne ridusse le dimensioni.
I lavori che ebbero luogo per poter ospitare l'Accademia si inserivano in un piano di intervento urbanistico volto a riorganizzare l'area del Museo archeologico, della galleria Principe di Napoli e di via Port'Alba. Inoltre, assieme al conservatorio di San Pietro a Majella, al già menzionato Museo e al teatro Bellini, l'area era destinata a diventare ancor più un "polo delle arti".
Alla direzione dell’Istituto fu posto il letterato Cesare Dalbono (1861-78), che coinvolse nella vita dell’Accademia i letterati e gli artisti più famosi della città, e in particolare Filippo Palizzi e Domenico Morelli. A questi ultimi il ministro Francesco De Sanctis affidò il compito di elaborare un nuovo statuto, alla luce di quanto stava accadendo a Roma e a Firenze. Di fatto, il nuovo statuto, approvato nel novembre del 1878 e volutamente dissimile da quello delle Accademie delle città sopra citate, distinse l’Istituto napoletano in due settori: uno rivolto alle Scuole di Pittura, Scultura, Decorazione e Architettura; l’altro - di grande modernità - dedicato alle Scuole-Officine di applicazione per l’esercizio e la pratica delle arti minori, da cui nacque, tra il 1880 e il 1882, il Museo Artistico Industriale, inizialmente anch’esso collocato nell’Istituto e ben presto da questi distaccato.
Mentre il XIX secolo si chiudeva, anche idealmente, con la morte dei due artisti che più avevano contribuito alla storia recente dell’Accademia (Palizzi morì nel 1899, Morelli nel 1901), le vicende dell’istituzione napoletana si accingevano a conformarsi, durante il primo Novecento, a quelle degli altri Istituti d’Italia.
Il Ventennio Fascista:
Con la Riforma Gentile del 1924 la struttura dell’Istituto mutò radicalmente: si istituì il Liceo artistico e poi si distaccò la Scuola di Architettura, trasformata ormai in Università. L’Accademia di Belle Arti (secondo la nuova denominazione) comprese i soli corsi quadriennali di Pittura, Scultura, Decorazione e, dal 1940-1941 Scenografia.
Durante il ventennio fascista, per quanto giungessero a Napoli professori da tutta Italia, come Emilio Notte, Lelio Gelli e molti altri ancora, l’Accademia - dove si tennero non poche retrospettive e alcune delle più significative Sindacali, essendo ormai l’unica istituzione che aveva dato vita in città ad una Galleria d’arte moderna - fu percepita come il luogo della tradizione, e molti artisti scelsero di formarsi al di fuori delle sue aule. Intanto, proprio dall’Accademia provenivano quanti erano chiamati a dare un nuovo volto alla città di quegli anni, attraverso i cantieri della Stazione Marittima o della Mostra d'Oltremare, come Franco Girosi, Giovanni Brancaccio, Edoardo Giordano e Notte. Maestri dell’Accademia erano pure i restauratori del Gabinetto di Pinacologia e Restauro del Museo Nazionale, nato nel 1932 come primo organo tecnico ministeriale preposto alla conservazione delle opere d’arte, interno al Ministero dell’Educazione Nazionale e antesignano dell’ICR.
Con la caduta del regime, trasformata in Ospedale militare nell’ottobre 1943, l’Accademia subì numerosissimi danni e fu costretta a interrompere la sua attività per un biennio.
Dal Secondo Dopoguerra a oggi:
Terminata la Seconda guerra mondiale, l'Accademia riattivò i suoi corsi nel 1949. 
La sua organizzazione restava ancorata ai canoni della Riforma Gentile e ciò cozzava fortemente con il rinnovamento della società italiana. In seguito agli eventi del "Sessantotto" l'attività dell'Accademia venne nuovamente interrotta.
Dagli anni Settanta, ai corsi tradizionali, si aggiunsero i cosiddetti corsi complementari, e nuove discipline - come Scenotecnica, Design, Regia teatrale e Storia dello Spettacolo - si attivavano anche a Napoli per rispondere alle moderne esigenze di formazione e alle richieste del mercato del lavoro.
Dopo la direzione di Franco Mancini, conclusasi nel 1984, per quattordici anni l’Accademia è stata diretta da Gianni Pisani, che tra l’altro ha portato avanti il restauro del monumentale edificio, con il ripristino di gran parte dei suoi spazi e la risistemazione del giardino storico. Si apriva in quegli anni anche una seconda Galleria, detta oggi “Galleria del Giardino”, e iniziava quella politica di apertura sostenuta da mostre, dibattiti, convegni, concerti, conferenze, rassegne cinematografiche e spettacoli teatrali che in anni recenti ha rimodulato e rinnovato il rapporto tra l’Accademia e il territorio. 
Si restava nel frattempo in attesa di una riforma, sancita solo nel 1999 con la Legge 508.
La Riforma proiettò l'Accademia di Belle Arti e l'intero comparto AFAM in una rinnovata dimensione universitaria, seguendo il modello del Processo di Bologna.

## Struttura
Dipartimenti e Scuole
L'Ateneo è costituito da dipartimenti a cui aderiscono più scuole sulla base di criteri di affinità culturale, didattica, scientifica e disciplinare; esse coordinano le attività didattiche comuni fra i dipartimenti che ne fanno parte.
L'Accademia si fonda su undici scuole (organizzate in corsi di laurea e indirizzi) e tre dipatimenti, così strutturati:
- Dipartimento di Arti Visive:
  - Scuola di Pittura (1º livello DAPL01 - 2º livello DASL01)
  - Scuola di Scultura (1º livello DAPL02 - 2º livello DASL02)
  - Scuola di Decorazione (1º livello DAPL03 - 2º livello DASL03)
  - Scuola di Grafica (1º livello DAPL04 - 2º livello DASL04)
- Dipartimento di Progettazione e Arti Applicate:
  - Scuola di Scenografia (1º livello DAPL05 - 2º livello DASL05)
  - Scuola di Progettazione Artistica per l'Impresa (Design della Comunicazione - Design della Moda -1º livello DAPL06 - 2º livello DASL06)
  - Scuola di Nuove Tecnologie dell'Arte (1º livello L3 - 2º livello LM65)
  - Scuola di Fotografia (1º livello L3 - 2º livello LM65)
  - Scuola di Cinema (1° livello L3 - 2º livello LM65)
  - Scuola di Restauro (Laurea quinquennale DASL07 per albo restauratori e per gli altri concorsi pubblici)
- Dipartimento di Comunicazione e Didattica dell'Arte:
  - Scuola di Didattica dell'Arte (1º livello DAPL10 - 2º livello LM89)

Formazione Accademica
Per il Ministero dell'Università e della Ricerca (MUR) l'Accademia di Belle Arti di Napoli è compresa nel comparto universitario, settore dell'Alta formazione artistica, musicale e coreutica e rilascia diplomi accademici 1º livello (laurea) e di 2º livello (laurea magistrale).
L'offerta accademica comprende inoltre: 
- Lauree a ciclo unico: percorsi integrati che combinano formazione di base e avanzata in un unico corso quinquennale, ideali per settori artistici che richiedono un approccio formativo continuo.
- Diplomi di specializzazione: programmi orientati a fornire un'alta formazione in specifici ambiti artistici e professionali.
- Master di primo e secondo livello: percorsi post-laurea dedicati all'approfondimento delle competenze tecniche, teoriche e progettuali, pensati per inserirsi con successo nei contesti professionali e accademici.[13]
- Dottorati di Ricerca.

Dall'A.A. 2024/2025 sono attivi anche i dottorati di ricerca, il primo ciclo interamente organizzato da un'istituzione AFAM. Il Ministero dell'Università e della Ricerca si è dotato di uno strumento innovativo per il terzo livello della formazione universitaria, il Dottorato di ricerca di Interesse Nazionale (DIN). Questo tipo di dottorati sono una novità non solo per l’Italia ma anche a livello europeo: essi sono complementari ai dottorati di ricerca tradizionali, essendo basati sull'aggregazione di competenze che beneficiano una massa critica e di un coordinamento nazionale, condividendo risorse e infrastrutture e garantendo l’accesso anche alle sedi più piccole, svolgendo un ruolo di formazione tematica analogo a quello delle scuole nazionali. Obiettivo dei DIN à la creazione di reti di giovani ricercatori, selezionati secondo standard elevati e formati su temi di ricerca omogenei ed interdisciplinari, favorendo il ponte tra ricerca accademica e industriale, riducendo la frammentazione, contribuendo rendere il nostro sistema universitario, e quindi il nostro paese, più competitivo a livello internazionale, puntando ad entrare nella rete degli European Doctoral Network.
L'Accademia di Belle Arti di Napoli riveste un ruolo di primo piano nel panorama accademico italiano, essendo l'ente capofila del Dottorato d'Interesse Nazionale 2024/2027, guidando un consorzio di ricerca che coinvolge un totale di quattordici accademie di belle arti e otto conservatori distribuiti su tutto il territorio nazionale.
In qualità di ente capofila, l'Accademia di Belle Arti di Napoli coordina e supervisiona le attività del consorzio, fornendo una guida strategica e garantendo l'armonizzazione degli obiettivi accademici e scientifici. 
L'Accademia di Belle Arti di Napoli accoglie circa quattromila studenti, ed è aperta anche alle matricole internazionali. La nuova dimensione universitaria e l'ampliamento degli indirizzi sta comportando un'ulteriore espansione del numero degli studenti. L'Accademia, si pone, al presente, l'ambizioso obiettivo di formare i nuovi quadri della produzione dell'immagine in breve, non solo, cioè, nel vasto ambito delle arti figurative, ma anche per quel che concerne la creatività applicata all'uso dei nuovi media, della grafica, del design, del restauro dei beni culturali e della didattica dell'arte.
Servizi
Presso l'Accademia di Belle Arti di Napoli è attivo il programma Erasmus, che offre agli studenti l'opportunità di svolgere periodi di studio e tirocinio in numerose università e istituzioni europee. Il programma, parte integrante dell'offerta formativa, favorisce la mobilità internazionale, lo scambio culturale e l'arricchimento accademico, permettendo agli studenti di ampliare le loro competenze artistiche e professionali in un contesto internazionale. La partecipazione al programma è accessibile tramite bandi specifici e il supporto dell'ufficio Erasmus dell'Accademia.

## Palazzo dell'Accademia di Belle Arti (Sede Centrale)
La struttura originaria venne edificata nel 1597, su commissione di Francesco Del Balzo, Consigliere Nobile di Capua. L'edificio fu un dono per sua figlia Beatrice a celebrazione della scelta della ragazza di prendere i voti.
Nel 1673 iniziarono i lavori della Chiesa di San Giovanni Battista delle Monache sotto la supervisione dell'architetto Francesco Antonio Picchiatti il quale inglobò l'edificio alla chiesa. Esso prese il nome di Chiostro di San Giovanniello e divenne uno dei sei chiostri afferenti al complesso tardo seicentesco, il solo arrivato ai giorni nostri, seppur totalmente stravolto nell'aspetto interno ed esterno.
Nel 1860 il sindaco di Napoli Andrea Colonna bandì un pubblico concorso per la riqualificazione del rione storico Contrada della Fossa del Grano: la gara fu vinta dagli architetti Nicola Breglia e Giovanni De Novellis. Questi realizzarono nel 1863 l'apertura di via Conte di Ruvo che separò il chiostro dalla chiesa. 
Nel 1864 l'architetto Errico Alvino completò i lavori di ammodernamento dell'ala occidentale del chiostro ormai separato dalla Chiesa di San Giovanni, restituendolo nella forma conosciuta al presente. Questi lavori furono parte integrande di un progetto di riqualificazione che stravolse il fulcro del quartiere di San Lorenzo e che tra il 1860 e il 1883 vide l'edificazione, oltre che di via Conte di Ruvo e dell'attuale Palazzo dell'Accademia, anche di via Pessina, via Spadaro, via Broggia, il Teatro Bellini (1878) e la Galleria Principe di Napoli (1883).
Tornando al palazzo, la facciata principale, decorata coi busti di personalità legate all'accademia, è dotata di un ampio ingresso, al quale si accede tramite un'ampia scalinata contornata da due leoni in bronzo scolpiti da Tommaso Solari. Eccetto tali particolari, l'edificio è integralmente realizzato in tufo giallo campano.
Gli interni sono costituiti da diverse sale distribuiti su due piani ai quali si accede tramite una monumentale scalinata realizzata nel 1880 da Giuseppe Pisanti. Al primo piano sono allocate le aule di studio, il teatro e la direzione didattica, mentre la pinacoteca si trova al piano superiore.
Della struttura fa anche parte il già menzionato ex chiostro di san Giovanniello di forma rettangolare con finestre in piperno.
L'Accademia presenta inoltre un teatro, un'aula magna, una gipsoteca, una galleria museale e una biblioteca.

## Galleria dell'Accademia

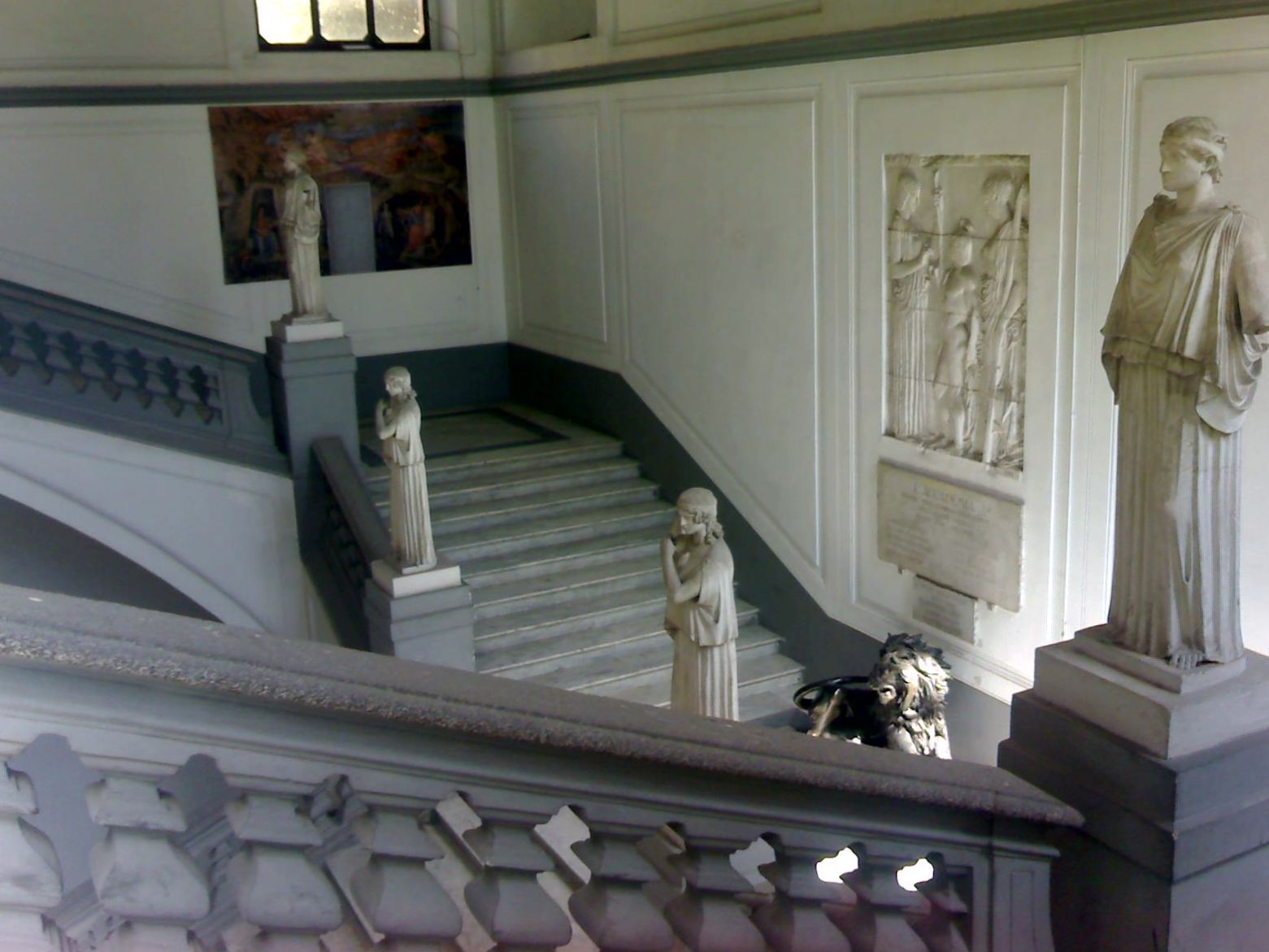
Altra visuale dello scalone monumentale che dà accesso alla galleria dell'Accademia.

Formatasi per esigenze didattiche, ovvero perché "gli allievi conoscessero l'arte dei maestri", la Galleria comprende opere dal Cinquecento al Novecento. Prevalentemente si caratterizza, però, per il nucleo consistente di opere del XIX secolo e della prima metà del XX. La raccolta, che include e si caratterizza anche per il nucleo di 227 opere donate nel 1898 da Filippo Palizzi, è preziosa soprattutto per conoscere le arti nel meridione in età contemporanea.

## Biblioteca

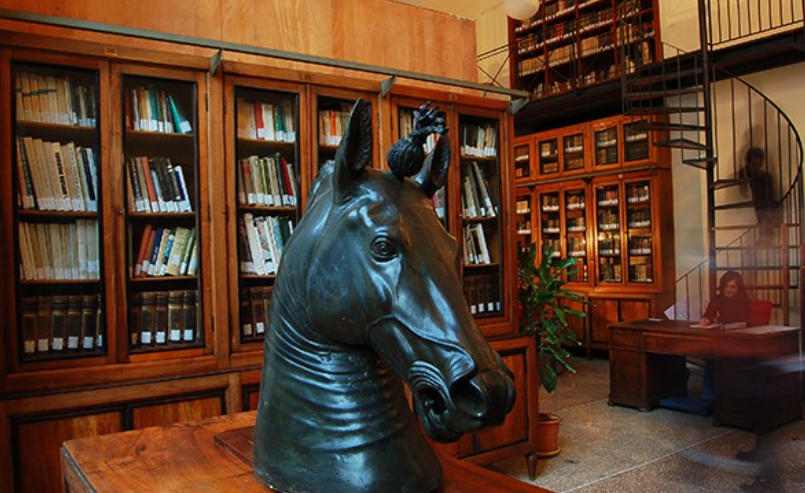
La Biblioteca "A.Caputi".

La Biblioteca dell’Accademia di Belle Arti di Napoli, dedicata alla memoria di Anna Caputi, sua storica curatrice, che ne rilanciò l’organizzazione e la gestione nella prima parte della seconda metà del secolo trascorso, fu istituita nel 1849 come risulta dai documenti presenti nell’archivio storico dell’Istituzione. Sarà, poi, nel 1868 che l’architetto Enrico Alvino curerà il trasferimento dal Palazzo degli Studi (oggi sede del Museo archeologico nazionale di Napoli), dove l’Accademia era ubicata, all’attuale sede. Fino a quella data, l’Accademia e, di conseguenza, la sua biblioteca avevano condiviso gli spazi, per volontà di Ferdinando IV di Borbone, con il Real Museo di Portici, la Quadreria di Capodimonte e la Libreria Pubblica (l’attuale Biblioteca nazionale Vittorio Emanuele III).
Attualmente la Biblioteca possiede circa 30 000 volumi di cui circa 1 000 antichi. Il fondo antico è costituito da pubblicazioni a carattere generale, ma anche manuali tecnici (soprattutto francesi e tedeschi) riguardanti la storia dell’arte, l’arte decorativa, l’arte industriale, l’anatomia artistica, il disegno, la chimica e la geometria. Particolarmente interessante è il “corpus” di miscellanee che racconta la storia dell’Accademia, il suo ruolo all’interno della società meridionale, la storia dei suoi docenti, dei suoi iscritti, delle materie insegnate e degli artisti napoletani (pittori e scultori) attraverso varie tipologie di pubblicazioni: gli albi accademici, gli atti, i concorsi e le premiazioni, i cataloghi delle esposizioni, i discorsi inaugurali degli anni accademici, le memorie, i rendiconti, gli statuti, i Regi Decreti, le relazioni.
Dagli anni Cinquanta ad oggi la politica degli acquisti ha privilegiato l’orientamento didattico e di ricerca interno all’Istituzione e le acquisizioni sono state, quindi, afferenti alle discipline teoriche e storico-artistiche insegnate in Accademia: storia dell’arte, estetica, scenografia, storia del teatro, del cinema, fotografia, grafica, design, incisione, in particolare focalizzandosi sull’arte contemporanea, connotando così sempre più l’orientamento della Biblioteca e rendendola un punto di riferimento importantissimo, per molti aspetti unico, per gli studenti, gli studiosi e gli artisti nella nostra regione.
Il patrimonio librario è stato catalogato in SBN secondo le indicazioni del gestore del Polo della Biblioteca Nazionale di Napoli.
Dal 2011 la Biblioteca ospita un Gabinetto delle stampe in cui sono conservate le incisioni frutto dell’attività della Scuola di Grafica d’Arte.
Negli anni la Biblioteca si è arricchita di importanti acquisizioni grazie a generose donazioni, tra cui il fondo Arturo Fittipaldi, il fondo D’Arbitrio e il fondo "Donne ad Arte".

## Archivio
L’Archivio Storico dell’Accademia di Belle Arti di Napoli comprende una serie di documenti databili dalla prima metà dell’800 ai giorni nostri e relativi alla storia dell’Istituzione e della sua vita: gli studenti, i professori, le esposizioni nazionali ed internazionali, la storia dell’edificio e delle sue trasformazioni, nonché l’evoluzione dell’attività amministrativa dell’Accademia. Dimora ormai di molti fascicoli datati tra il XIX e il XX secolo, relativi all’antico Opificio delle Pietre Dure, istituito da Carlo di Borbone nel 1738, e di una serie di documenti che testimoniano i rapporti intercorsi fra l’Accademia e la città di Napoli. L’Archivio, notificato come di notevole interesse storico, si configura come la memoria storico-artistica dell’Accademia, mettendo in evidenza il ruolo fondamentale che l’Istituzione ha ricoperto fin dalla sua fondazione (1752). Oggi, dopo il riordino, è aperto alla consultazione degli studiosi.

## Gipsoteca

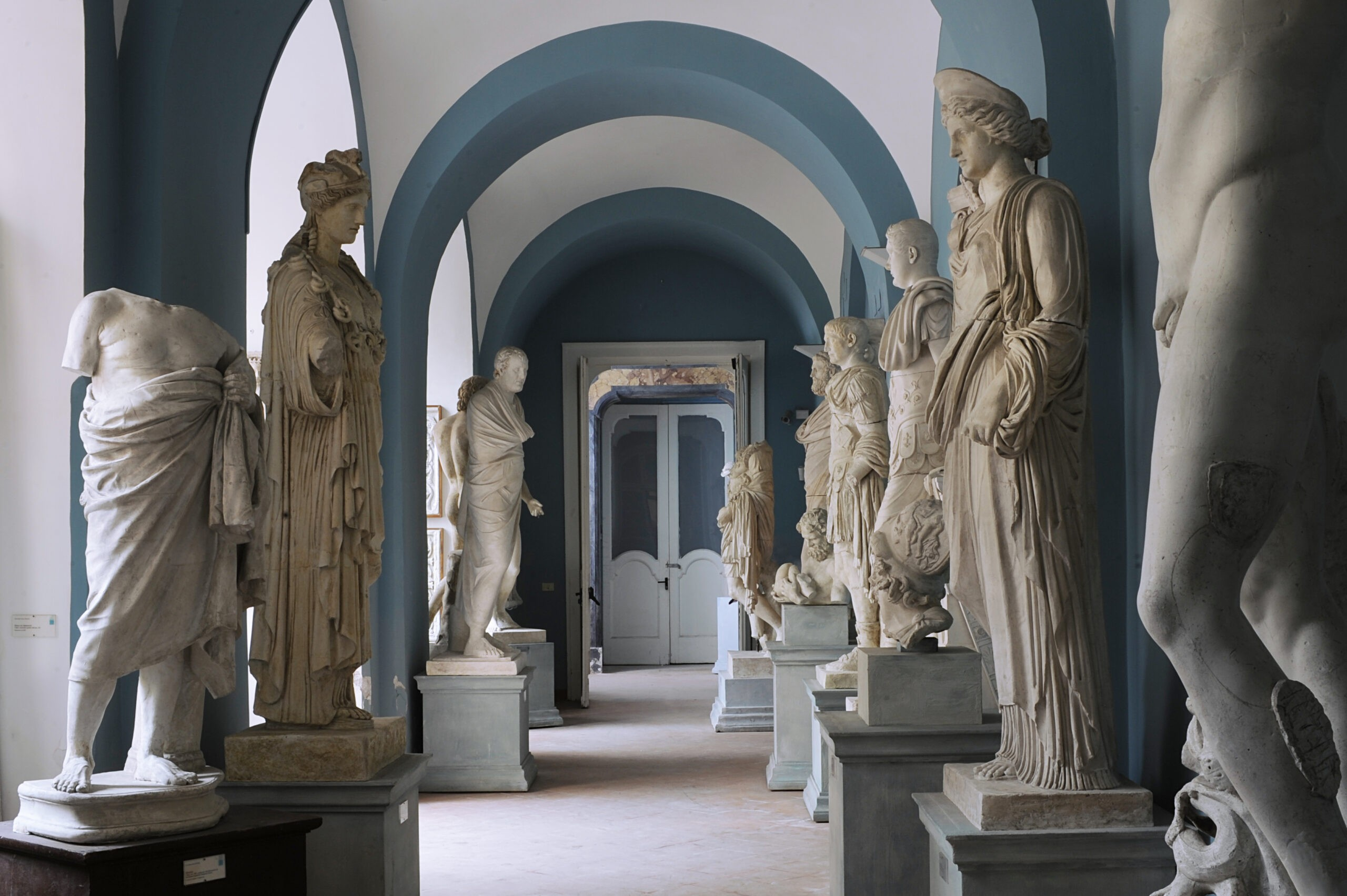
Corridoio della Gipsoteca

Dal XVI secolo, il fondamento dell’insegnabilità dell’arte si fonda sulla formula “disegno da disegni, disegno da calchi, disegno dal vero”. È chiaro, quindi, che i calchi hanno rappresentato uno strumento essenziale per la didattica delle arti, soprattutto dal XVIII secolo in poi, con la diffusione del Neoclassicismo. Da allora le Gipsoteche sono state i luoghi per eccellenza per la conoscenza dell’antico, per la diffusione del gusto classico e per la pratica del disegno. Dall’età neoclassica in poi, si è venuta costituendo la preziosa raccolta di calchi e sculture in gesso dell’Accademia partenopea quale insostituibile strumento didattico. Si contano calchi di eccezionale qualità di fattura, come l’Ares Ludovisi, opere rare come l’Antinoo Mondragone, pezzi fondamentali della storia dell’arte come il Laocoonte e molti calchi dalle sculture farnesiane e non, tratti da originali del Museo Archeologico, dove era ubicata la stessa Accademia fino all’Unità d’Italia.
La raccolta di gessi di Napoli non conta, però, solo opere dall’antico, ma anche copie da esemplari medievali, rinascimentali e moderni, nonché modelli originali di allievi in Accademia, come il pregevole bassorilievo di Liberti da Thorwaldsen o pezzi unici come il Napoleone Bonaparte come Marte pacificatore di Antonio Canova. È, quindi, una cartina al tornasole per capire istanze poetiche e stilistiche che hanno dettato le ragioni delle diverse acquisizioni; infatti il ritorno all’antico – o meglio al “classico” in quanto scelta dell’archetipo – è sempre avvenuta secondo la prospettiva della contemporaneità.
Dalla seconda metà del XX secolo, i gessi hanno però subito una “sfortuna” critica connessa alle nuove poetiche dell’Avanguardia che hanno influito non poco sul depauperamento, deterioramento e dispersione di tale patrimonio. Soltanto con il superamento della dicotomia avanguardia/accademia, in epoca postmoderna dagli anni ’90, si è assistito in ambito nazionale ed internazionale ad una nuova e progressiva attenzione per queste opere, sia dal punto storico artistico che conservativo. Per la pregevole raccolta della nostra Accademia, nel 2004 è stato emanato il Decreto di Vincolo, grazie all’attenzione della dott. Patrizia di Maggio della Soprintendenza BAP-PSAE di Napoli, in quanto questi calchi sono stati riconosciuti opere di “eccezionale interesse artistico e storico”.
Intanto, dagli inizi del terzo millennio la riforma dei percorsi formativi dell’Accademia andava restituendo nuova importanza al Disegno, riconoscendola disciplina obbligatoria in tutti i corsi sperimentali dell’Accademia. Nell’epoca del disegno informatico, rinasce, quindi, una nuova curiosità e una grande necessità di saper disegnare attraverso l’abilità di una mano educata.

## Altre Sedi
L'Accademia di Belle Arti possiede una sede distaccata presso i locali della Fondazione Foqus, nel quartiere di Montecalvario. In questa struttura si tengono i corsi di I e II livello di Design della Comunicazione e Design della Moda della Scuola di Progettazione artistica per l'impresa.

## Trasporti
- La Sede Centrale di Via Santa Maria di Costantinopoli è ben collegata alla rete di trasporti cittadina. I modi più rapidi per raggiungerla sono:

Museo o Dante (Linea1). 
 Stazione di Napoli Piazza Cavour (Linea 2). 
 Servendosi delle linee di autobus urbani 168, 182, 184 e 201.
- La Scuola di Progettazione artistica per l'impresa è raggiungibile alla fermata di Toledo (Linea1).

## Curiosità
Nel film Le quattro giornate di Napoli del 1962, il regista Nanni Loy scelse l'ingresso del Palazzo dell'Accademia di Belle Arti come ambientazione dell'iconica scena della fucilazione del marinaio. L'episodio è tratto da un fatto realmente accaduto nel 1943, quando un marinaio italiano venne giustiziato per mano della Wehrmacht dinnanzi a una folla costretta ad assistere. L'esecuzione, nella realtà dei fatti, si svolse però all'ingresso del Palazzo dell'Università degli Studi di Napoli Federico II, che venne contestualmente saccheggiato e parzialmente incendiato.